# Росс, Виктор Ефимович
Виктор Ефимович Росс (1946, Одесса, Украинская ССР, СССР — ?) — советский футболист, выступавший на позициях полузащитника и нападающего. Провёл более 300 официальных матчей в составе различных команд.

## Биография
Футболом начал заниматься в ДЮСШ «Черноморец» (Одесса). В команде мастеров дебютировал 19 июня 1966 года в составе СКА Одесса в матче высшей лиге чемпионата СССР против «Торпедо» (Кутаиси), это была его единственная игра в высшем дивизионе.
Карьеру продолжал в командах первой лиги, в СКА, «Судостроителе» (Николаев) и «Буковине» (Черновцы), где в течение 1967—1969 сезонов провел 55 матчей и отметился 8 голами. Однако большинство своих матчей провел во второй союзной лиге, выступая за «Буковину» до 1978 года, проведя более 250 матчей.